# Gino Parin
Gino Parin, pseudonimo di Federico Guglielmo Jehuda Pollack (Trieste, 25 agosto 1876 – Bergen-Belsen, 9 giugno 1944), è stato un pittore italiano.

## Biografia
Viene da una famiglia ashkenaziti. Dopo gli studi a Trieste e Venezia, completò la sua formazione a Monaco di Baviera, dove presentò le sue opere. Di origine ebraica, malgrado avesse ottenuto la cittadinanza svizzera, attinente di Campo Blenio, fu perseguitato per motivi razziali e morì nel campo di concentramento di Bergen-Belsen, in Germania.
Agli inizi del '900 la sua produzione grafica si orientò verso la caricatura, rifacendosi al genere vignettistico e alla satira della borghesia tipicamente tedesca. Durante la prima guerra mondiale realizzò una nutrita serie di ritratti della poetessa Fanny Lackenbacher, moglie dell'ingegnere ebreo Moise Mario Tedeschi e di altri soggetti, eseguiti con il carboncino o la matita grassa. Fu un buon ritrattista, accurato nella soluzione tecnica e attento all'espressione dei volti, che valorizzò con un buon senso della luce e inquadrature originali. Nel 1913, all'Internazionale di Monaco di Baviera, gli fu conferita la seconda medaglia d'oro per la pittura.
Tra le due guerre Parin tenne mostre a Vienna e a Trieste, esponendo anche alla Biennale di Venezia, mentre all'Internazionale Quadriennale di Torino del 1923 gli fu conferita la medaglia d'oro per la pittura italiana.

## Opere

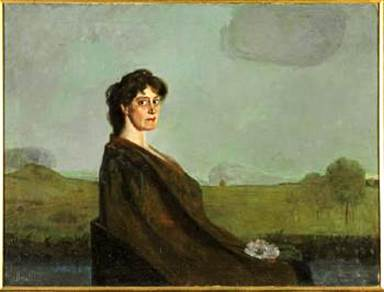
Donna
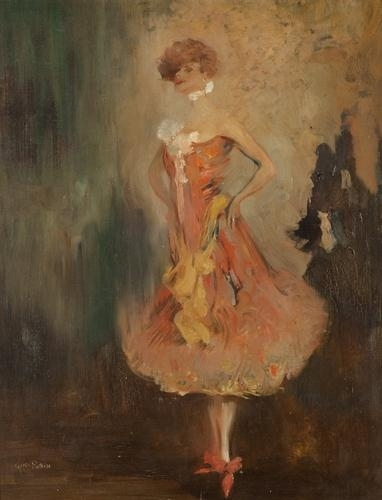
Ballerina
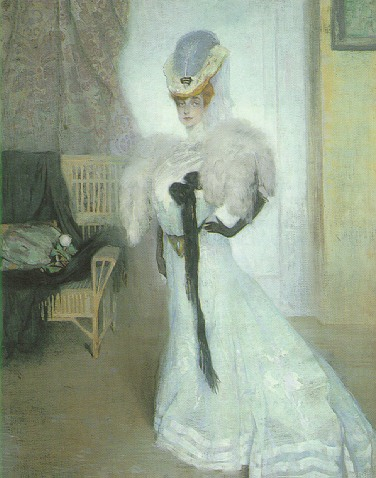
Signora elegante
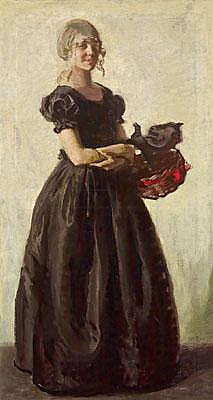
Ninetta
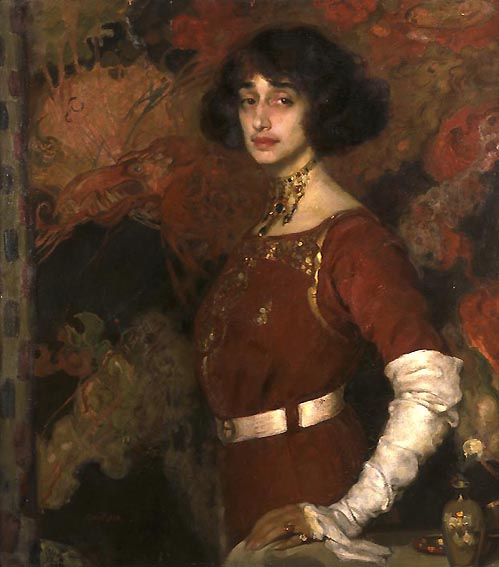
Fanny Lackenbacher